# Adam Ptáček
Adam Ptáček (* 8. října 1980 Ostrava) je český atlet – tyčkař. V roce 2003 skočil v hale v Saské Kamenici český rekord 5,81 metru. V roce 2007 skočil na mítinku Pražská tyčka na Václavském náměstí 5,82 metru, ale tento výkon nemohl být kvůli neregulérním podmínkám uznán jako český rekord.
Mezi jeho dosavadní největší úspěchy patří bronzová medaile z juniorského mistrovství světa v roce 1998 a stříbrná medaile, kterou vybojoval na halovém MS v Budapešti v roce 2004. V témže roce reprezentoval také na olympijských hrách v Athénách, kde v kvalifikaci obsadil celkové 22. místo.